# Václav Lunda
Václav Lunda (* 11. října 1942 Bukovany) je bývalý český fotbalista. Věnoval se také lednímu hokeji.

## Hráčská kariéra
V nejvyšší soutěži odehrál v dresu Spartaku ZJŠ Brno (dobový název Zbrojovky) pět celých zápasů (1965–1967), v nichž dal 3 branky. Na vojně hrál za Duklu ve Slaném, ze Zbrojovky odešel do divizní Moravské Slavie (1971–1975). Další dvě sezony byl ve Spartaku ČKD Blansko (1975–1977). Začínal v Bukovanech, poté hrál za Jiskru Kyjov (fotbal a lední hokej) a Spartak Židenice.

### Evropské poháry
Nastoupil v obou zápasech 1. kola Veletržního poháru (předchůdce Poháru UEFA) v sezoně 1965/66 proti bulharskému klubu Lokomotiv Plovdiv.

### Památné góly

#### Zbrojovka
Na jaře 1969 klubu hrozil pád do třetí ligy, po sezoně proběhla celková reorganizace soutěží a vytvořila se jedna společná druhá liga (do 1968/69 ve skupinách). Před rozhodujícím utkáním s Nitrou, které se hrálo Za Lužánkami v neděli 22. června 1969, byla Zbrojovka v těžké pozici, neboť musela vyhrát, aby uhájila nesestupovou 9. příčku ve druhé lize. Třetí Nitra potřebovala také zvítězit, pokud chtěla udržet jednobodový náskok před Gottwaldovem na druhé postupové pozici (k postupu Nitře stačila i remíza vzhledem k lepším vzájemným zápasům s TJ Gottwaldov). „Zachránili jsme se až na konci posledního zápasu s Nitrou. A to dost kuriózně. Zahrával jsem trestný kop a nějak mně to hrozně skočilo na drn. Trefil jsem to úplně mimo branku, na druhou stranu, než jsem chtěl. Najednou se tam objevil Vašek Lunda a dal to do gólu. Jinak by ten balon prošel snad až do autu,“ zavzpomínal s úsměvem Josef Pospíšil u příležitosti stého výročí klubu.

#### Moravská Slavia
Na jaře 1975 se kdysi slavné „Morendě“ jen stěží podařilo zachránit divizní příslušnost. Trenér Zdeněk Hajský už při hodnocení podzimu 1974 připomněl: „Jsme jediný klub, za kterým nestojí žádný podnik. Naše možnosti nelze srovnávat s ostatními kluby, zejména těmi ze severu.“ O záchraně na úkor Uherského Brodu rozhodl Ing. Lunda svým „zlatým“ gólem na rozloučenou dvě minuty před koncem posledního zápasu na hřišti Modety Jihlava (výhra 1:0, hráno v neděli 15. června 1975). Po sezoně totiž přestoupil do TJ Spartak ČKD Blansko, kde si jej po sestupu klubu z Jihomoravského krajského přeboru v ročníku 1974/75 vyhlédli blanenští činovníci v čele s panem M. Vonešem, aby je do nejvyšší krajské soutěže pomohl vrátit, což se povedlo v nejkratší možné době (viz historická umístění).

### Ligová bilance
| Ročník                           | Zápasy | Góly | Minuty | Klub             |
| -------------------------------- | ------ | ---- | ------ | ---------------- |
| I. liga 1965/66                  | 3      | 0    | 270    | Spartak ZJŠ Brno |
| I. liga 1966/67                  | 2      | 3    | 180    | Spartak ZJŠ Brno |
| II. liga 1967/68                 | –      | 4    | –      | Spartak ZJŠ Brno |
| II. liga 1968/69                 | –      | 3    | –      | Zbrojovka Brno   |
| II. liga 1969/70                 | –      | 3    | –      | Zbrojovka Brno   |
| II. liga 1970/71                 | 7      | 0    | –      | Zbrojovka Brno   |
| CELKEM I. ČS. LIGA               | 5      | 3    | 450    |                  |
| CELKEM II. ČS. LIGA (od 1967/68) | –      | 10   | –      |                  |